# Christus aan het kruis (Van Dyck, Rijsel)
Christus aan het kruis (Frans: Le Christ en croix) is een schilderij van Antoon van Dijck dat hij rond 1630 in Antwerpen maakte. Sinds 1803 maakt het deel uit van de collectie van het Museum voor Schone Kunsten in Rijsel.

## Herkomst
Het schilderij had oorspronkelijk een plaats op het hoogaltaar van het klooster van de Recolletten in Rijsel, opgericht in 1625 en rond 1850 afgebroken. Waarschijnlijk werd het aan het klooster geschonken door André de Fourmestraux des Wazières, afkomstig uit een familie van rijke Rijselse kooplieden. Hij lag samen met zijn vrouw voor het hoofdaltaar begraven. Van Dyck maakte het werk tijdens zijn tweede Antwerpse periode, tussen zijn terugkeer uit Italië in 1627 en zijn vertrek naar Londen in 1632. Het werd tijdens de Franse Revolutie in beslag genomen en in 1801 toegewezen aan het recent opgerichte Museum voor Schone Kunsten in Rijsel.
Omdat de kruisiging een direct verband heeft met de eucharistie, de viering van Christus' lijden en verrijzenis, werd het vaak gekozen als onderwerp voor een schilderij op het hoofdaltaar. De Recolletten kunnen nog een extra reden hebben gehad om dit thema te kiezen. In hun klooster bewaarden ze relikwieën van een doorn van de kroon van Christus en een fragment van het Heilige Kruis.

## Voorstelling
Voor een stormachtige hemel die wordt doorboord door de gloed van een oranje zon buigt Christus aan het kruis zijn hoofd, gehuld in een aureool, naar Maria, Maria Magdalena en Johannes die aan de voet van het kruis staan. Voorovergebogen kust Maria Magdalena de met bloed bevlekte voeten van Christus, terwijl zijn moeder haar hand naar hem uitstrekt en Johannes hem met rood betraande ogen aankijkt. Helemaal rechts op het schilderij is een derde donkere figuur zichtbaar, wellicht de derde Maria, Maria van Klopas. Op de achtergrond loopt een aantal personen geschrokken weg.
De kruisiging vond plaats op Golgotha ("schedelplaats"). Aan de voet van het kruis is daarom de schedel van Adam te zien onder een distel, symbool voor het lijden van Christus, die met zijn stekels aan de doornenkroon herinnert. In de halve cirkel bovenaan het schilderij is een 'mystieke delta' afgebeeld die symbool staat voor de Heilige Drievuldigheid.
De kleuren die door de drie rouwenden worden gedragen zijn symbolisch: goudgeel door Maria Magdalena (eeuwig licht), rood door Johannes (de passie) en blauw door de Maagd Maria (puurheid en heiligheid).
Deze kruisiging heeft een originele compositie. Het kruis dat niet centraal geplaatst is, heeft een schuine positie gekregen om diepte aan de scène te geven. De lucht en het haar van Magdalena tonen de invloed van de Venetiaanse meesters die Van Dyck tijdens zijn verblijf in Italië had gezien.